# 폭풍의 언덕 (1939년 영화)
《폭풍의 언덕》(영어: Wuthering Heights)은 1939년 개봉한 미국의 로맨스 시대극 드라마 영화이다. 윌리엄 와일러가 감독을 맡았으며, 에밀리 브론테의 동명 소설이 영화의 원작이다. 2007년 미국 국립영화등기부에 등재되었다.

## 출연

### 주연
- 메르 오베른
- 로렌스 올리비에
- 데이빗 니븐

### 조연
- 제럴딘 피처럴드
- 도널드 크리스프
- 제럴딘 피처럴드
- 휴 윌리엄스
- 리오 G. 캐럴

## 기타
- 원작자: 에밀리 브론테
- 미술: 제임스 바세비
- 의상: 오마르 키암